# Луккетти, Кристиан
Кристиан Давид Луккетти (исп. Cristian David Lucchetti; родился 26 июня 1978 года, Лухан-де-Куйо, Аргентина) — аргентинский футболист, вратарь. Занимает второе место по количеству сыгранных матчей за «Банфилд» (319 игр). Делит десятое место с Себастьяном Саха по количеству голов забитым вратарём (25 мячей).

## Клубная карьера
Луккетти начал карьеру в клубе «Лухан-де-Куйо» из своего родного города. По окончании сезона Кристиан перешёл в «Банфилд» в составе которого дебютировал в аргентинской Примере. За клуб Луккетти выступал на протяжении шести сезонов, постепенно завоевав место основного вратаря. В «Банфилде» он начал тренировать исполнение стандартных положений и забил 5 мячей за команду. В 2003 году Кристиан перешёл в мексиканский «Сантос Лагуна». В мексиканской Примере он был основным вратарём и забил один мяч. В 2004 году Луккетти дебютировал в Кубке Либертадорес в составе «Сантос Лагуна».
В том же году Кристиан вернулся на родину, подписав контракт с «Расингом». Он сразу завоевал место в основе и даже отличился в двух матчах забитыми мячами.
В 2005 году Луккетти вернулся в «Банфилд». 21 марта 2009 года в поединке против «Арсенала» из Саранди Кристиан сделал «дубль». В том же году он помог клубу выиграть чемпионат. 22 апреля 2010 года в матче Кубка Либертдорес против эквадорского «Депортиво Куэнка» Кристиан забил свой первый гол на международном уровне, реализовав пенальти в конце встречи. Летом того же года Луккетти был отдан в аренду с опцией выкупа в «Бока Хуниорс». 9 августа в матче против «Годой-Крус» он дебютировал за новую команду. После окончания аренды Кристиан вернулся в «Банфилд». Отыграв ещё один сезон, его контракт закончился. В общей сложности Луккетти провёл за клуб 319 матчей, что является вторым результатом за всю историю команды, после Хавьера Сангуинетти (423 матча).
Летом 2012 года Кристиан присоединился в клубу Примеры B — «Атлетико Тукуман». Спустя два года он помог команде выйти в элиту. 6 сентября 2014 года в матче против «Уракана» Луккетти забил свой первый гол за «Атлетико Тукуман», реализовав пенальти.

## Достижения
Командные
 «Банфилд»
- Чемпионат Аргентины по футболу — Апертура 2009